# Micropogonias undulatus
Micropogonias undulatus és una espècie de peix de la família dels esciènids i de l'ordre dels perciformes present a l'oceà Atlàntic: des de Massachusetts i el nord del Golf de Mèxic fins al nord de Mèxic.
És un peix de clima subtropical i demersal que viu fins als 100 m de fondària.
Els mascles poden assolir 55 cm de longitud total i 2.580 g de pes.
Menja principalment cucs, crustacis i peixos.
Als Estats Units és depredat per Morone saxatilis, Pomatomus saltator i Cynoscion regalis.
És excel·lent com a aliment i venut fresc i congelat per a ésser fregit, rostit i fet al forn i al microones.
És inofensiu per als humans.